# Cyphostemma ornatum
Cyphostemma ornatum là một loài thực vật hai lá mầm trong họ Nho. Loài này được (A.Chev. ex Hutch. & Dalziel) Desc. miêu tả khoa học đầu tiên năm 1967.